# Alberto Demiddi
Alberto Demiddi   (Buenos Aires, 11 d'abril de 1944 - San Fernando, 25 d'octubre de 2000) fou un remer argentí que va competir durant les dècades de 1960 i 1970. És considerat el millor remer argentí de la història.
Durant la seva carrera esportiva va prendre part en tres edicions dels Jocs Olímpics d'Estiu. El 1964, als Jocs de Tòquio, fou quart en la competició de scull individual del programa de rem. Quatre anys més tard, als Jocs de Ciutat de Mèxic, guanyà la medalla bronze en la mateixa prova. La tercera, i darrera, participació en uns Jocs fou el 1972, a Múnic, on guanyà la medalla plata en la scull individual.
En el seu palmarès també destaquen una medalla d'or en scull individual al Campionat del Món de rem de 1970; dues medalles d'or en scull individual al Campionat d'Europa de rem, el 1969 i 1971; quatre campionats sud-americans (1964, 1965, 1968 i 1970), tres medalles d'or i una de plata als Jocs Panamericans, entre les edicions de 1963 i 1971 i 12 campionats argentins en scull individual entre 1962 i 1973 entre moltes altres victòries.
Una vegada retirat va exercir d'entrenador de rem al Club Regatas La Marina de Tigre, Província de Buenos Aires.